# Symphytognathidae
Los simfitognátidos (Symphytognathidae) son una familia de arañas araneomorfas, que forman parte de la superfamilia de los araneoideos (Araneoidea), junto con trece familias más entre las que destacan, por su número de especies: Linyphiidae, Araneidae, Theridiidae y Tetragnathidae.

## Distribución
La mayor parte de los géneros se encuentran en la zona tropical de América Central, América del Sur y Oceanía; hay 3 especies africanas, Anapistula benoiti, Anapistula caecula y Symphytognatha imbulunga, una de Japón (Anapistula ishikawai), y una del sureste de Asia (Anapistula jerai).

## Sistemática
Con la información recogida hasta el 31 de diciembre de 2011, esta familia cuenta con 66 especies descritas comprendidas en 7 géneros:
- Anapistula Gertsch, 1941 (América Central y América del Sud, África, Asia, Australia)
- Anapogonia Simon, 1905 (Java)
- Crassignatha Wunderlich, 1995 (Panamá, Venezuela)
- Chrasignota taurimagua Wunderlich, 1995
- Curimagua Forster & Platnick, 1977 (Panamá, Venezuela)
- Globignatha Balogh & Loksa, 1968 (Brasil, Belice)
- Patu Marples, 1951 (Colombia, Oceanía)
- Symphytognatha Hickman, 1931 (México hasta Brasil, África, Australia, Nueva Guinea)